# 한국사회보장정보원
한국사회보장정보원(韓國社會保障情報院, Korea Social Security Information Service)은 보건복지 정보의 수집·제공과 보건복지 관련 정보시스템 개발 및 운영 등 보건복지 정보화사업을 수행함으로써 보건복지업무를 효율적으로 수행할 수 있도록 지원하는 보건복지부 산하 위탁집행형 준정부기관이다. 2009년 12월 설립되었다. 서울특별시 광진구 능동로 400 보건복지행정타운에 있다.

## 주요기능 및 역할
한국사회보장정보원은 보건복지분야 정보시스템 운영 및 통합관리하고 있다. 여기에는 사회보장정보시스템(행복e음·범정부), 사회복지시설정보시스템, 지역보건의료정보시스템, 보건·복지포털운영 및 관리가 포함되어 있다. 또한 보건복지분야의 정보화도 지원하는데, 중앙부처와 지방자치단체, 공공과 민간의 보건복지분야의 정보화를 지원한다. 전산화를 통하여 정책개발에 필요한 기초 데이터를 분석하여 정책의 효과를 평가하도록 지원하고 있다. 국민들을 위하여 보건과 복지분야에 대한 정보를 제공하고 있다. 또한 지자체의 사회복지 및 보건분야 공무원과 사회복지시설·사회서비스제공기관·보육시설 종사자의 업무를 지원하고 교육하는 창구로도 사용되고 있다.
- 보건복지분야 정보시스템 통합 운영·관리
  - 사회보장정보시스템(행복e음·범정부), 사회복지시설정보시스템, 지역보건의료정보시스템 등

- 사회·보육서비스사업의 통합 관리
  - 사회·보육서비스 통합정보시스템 운영·관리
  - 사회·보육서비스 이용권의 발급·재발급
  - 사회·보육서비스 제공비용의 예탁·청구·지급·정산·사후관리
  - 사회·보육서비스 품질관리 및 교육

- 보건복지분야 정보화 지원
  - 공공·민간의 보건복지분야 정보화 지원
  - 보건복지분야 정보화 표준마련 지원

- 보건복지 정책 개발지원
  - 보건복지분야 각종 통계 생산·조사 분석
  - 기초 데이터 분석을 통한 신규정책 도입영향 및 기존 정책효과 평가 지원

- 고객 지원 및 정보보호
  - 보건복지분야 대국민 포털 운영
  - 정보시스템 사용자 업무지원을 위한 상담센터 운영 및 교육
  - 정보시스템의 개인정보 보호 및 정보보안

## 연혁
- 2009년 12월 7일: 한국보건복지정보개발원 설립
- 2010년 1월 1일: 보건복지분야 정보시스템 운영기관 통합
- 2010년 1월 4일: 사회복지통합관리망(행복e음) 개통
- 2010년 2월: 이봉화 초대원장 취임
- 2011년 5월 2일: 한국보건복지정보개발원과 한국사회서비스관리원을 '한국보건복지정보개발원'으로 통합[1]
- 2013년 12월: 제2대 원희목 원장 취임
- 2015년 7월 1일: 사회보장급여의 이용·제공 및 수급권자 발굴에 관한 법률에 따라 '사회보장정보원'으로 새롭게 출범
- 2016년 2월: 제3대 임병인 원장 취임
- 2018년 7월: 제4대 임희택 원장 취임
- 2020년 6월 4일: 사회보장급여의 이용·제공 및 수급권자 발굴에 관한 법률에 따라 '한국사회보장정보원'으로 새출발[2]
- 2021년 9월 2일: 제5대 노대명 원장 취임
- 2024년 6월 3일: 제6대 김현준 원장 취임

## 조직

### 사회보장정보원장
- 비서실
- 감사실
- 혁신소통실

#### 기획이사
- 경영기획본부
  - 기획총괄부
  - 사회적가치구현부
  - 인재개발부
  - 경영지원부
- 보건의료본부
  - 보건의료기획부
  - 보건의료정보부
  - 보건의료표준화부
  - 진료정보교류사업추진단총괄부
- 사회서비스보육본부
  - 사회서비스보육기획부
  - 재정관리부
  - 사회서비스정보부
  - 보육서비스정보부
  - 서비스모니터링부
- 고객지원본부
  - 고객지원부
  - 시스템교육부
  - 포털운영부
- 사회보장데이터연구소
  - 사회보장데이터센터
  - 정보분석연구센터

#### 정보이사
- 복지정보본부
  - 통합자격정보부
  - 개별자격정보부
  - 급여관리부
  - 수급자관리부
  - 범부처정보관리부
- 복지안전본부
  - 사례관리정책지원부
  - 노인사례관리부
  - 복지시설정보부
  - 시설사회서비스평가부
  - 사례관리정책지원센터
- 정보보호본부
  - 정보보호기획부
  - 정보보안부
  - 개인정보보호센터운영총괄부
  - 사이버안전센터운영총괄부
  - 의료기관공동보안관제센터운영총괄부
- 정보기술본부
  - 정보연계부
  - 시스템기반부
  - 원내정보화관리부
- 차세대개발본부
  - 복지정보기획부
  - 정보품질부
  - 사회보장개발팀
- 차세대구축반
  - 기획제도팀
  - 사업관리인프라팀
  - 사회서비스개발팀